# Joseph Victorien Sicard
Pour les articles homonymes, voir Sicard.
Joseph Victorien Sicard, né le 28 octobre 1773 à Caunes-Minervois, et mort le 13 juin 1813 à Dresde, est un général de brigade français du Premier Empire.

## Biographie
Engagé le 20 mars 1793, aux 5e bataillon de volontaires de l'Aude, il s'illustre en Italie où il est blessé à Arcole. Il entre aux chasseurs à pied de la Garde. Colonel-major de la Jeune Garde, il devient général de brigade le 13 avril 1813. Le 21 mai 1813, il est gravement blessé à Wurschen lors de la bataille de Bautzen et meurt de ses blessures à Dresde le 13 juin.

## Distinctions
- Chevalier de l'Empire le 20 décembre 1808 (lettres patentes).
- Baron de l'Empire le 15 mars 1810 (décret), 23 mai 1810 (lettres patentes)[1].
- Officier de la Légion d'honneur le 14 juin 1806.

## Armoiries
| Armoiries | Nom du chevalier et blasonnement |
| --------- | --- |
|           | Chevalier Joseph Victorien Sicard et de l'Empire, lettres patentes du 20 décembre 1808. D'azur, à la lance antique d'or posée en pal accostée en chef de deux étoiles le tout d'argent, adextrée d'un demi vol d'or et sénestrée de même ; chevron de gueules au signe des chevaliers occupant le tiers de l'écu et brochant sur le tout - Livrées : bleu, blanc et jaune. |

| Figure | Nom du baron et blasonnement |
| ------ | --- |
|        | Armes du baron Joseph Victorien Sicard et de l'Empire, décret du 15 mars 1810, lettres patentes du 23 mai 1810, officier de la Légion d'honneur Coupé, au premier parti à dextre de sinople à la lance en pal d'argent, adextrée et senestrée d'une étoile de même ; à sénestre des barons tirés de l'armée ; au deuxième d'azur au vol ouvert d'or, surmonté de deux têtes de lion, arrachée d'argent - Livrées : les couleurs de l'écu. Le verd en bordure seulement. |

## Sources
1. ↑  Archives départementales de l'Aude, 1000 ans d'histoire. Diplôme octroyant le titre de baron d'Empire à Joseph-Victorien Sicard, chef de bataillon aux chasseurs à pied., Carcassonne, Archives départementales de l'Aude, janvier 2003, 102 p. (ISBN 2-86011-019-4), p. 64,65

- Dictionnaire Napoléon, La Garde Impériale d'Alain Piegeard
- « Noblesse S », sur free.fr via Wikiwix (consulté le 8 février 2024)
- Vicomte Révérend, Armorial du premier empire, tome 4, Honoré Champion, libraire, Paris, 1897, p. 249.
- Georges Six, Dictionnaire biographique des généraux & amiraux français de la Révolution et de l'Empire (1792-1814), Paris : Librairie G. Saffroy, 1934, 2 vol., p. 455-456